# Epizoic
Animale sau insecte epizoice sunt organisme care trăiesc pe corpul altor animale, dar fără a fi parazite. Termenul se folosește și în relație cu fructe, semințe sau spori care se răspândesc fixându-se de corpul animalelor. (din fr. épizoïque).

## Specii
- urechelnițe
- licheni [2]
- zooplancton[3]